# Pita, Guinea
Pita är en prefekturhuvudort i Guinea.   Den ligger i prefekturen Pita och regionen Mamou Region, i den västra delen av landet, 220 km nordost om huvudstaden Conakry. Pita ligger 915 meter över havet och antalet invånare är 20 052.
Terrängen runt Pita är platt åt nordost, men åt sydväst är den kuperad. Runt Pita är det ganska tätbefolkat, med 65 invånare per kvadratkilometer. Det finns inga andra samhällen i närheten. Omgivningarna runt Pita är en mosaik av jordbruksmark och naturlig växtlighet.